# Logo TV
Logo é um canal de televisão por assinatura americano  de propriedade da Paramount Media Networks. O canal tem como foco o público LGBT.

## Plano de fundo
O canal lançado em 30 de junho de 2005, simplesmente como  Logo, como o primeiro anunciante-suporte canal comercial dos Estados Unidos voltada para comunidade (LGBT). Foi fundada pelo executivo da MTV Matt Farber. Seu primeiro presidente  Brian Graden, foi nomeado pela Out Magazine como a 15th pessoa gay mais poderosa da América. Logo substituiu o VH1 MegaHits quando foi lançado.
O fato de que a temática LGBT do
canal foi nomeado "Logo" levando
alguns espectadores a pensar o "l" e o "g"
referênciam "lésbica" e "gay", mas
de acordo com os executivos da
empresa, o nome não representa nada,
nem é um acrônimo. O site do canal diz:
| “ | Nós escolhemos o nome "Logo TV" porque um logotipo é uma identidade e nada é mais importante do que ter a sua própria identidade original, e fazê-lo funcionar para você. Seu logotipo é o seu símbolo, é o que você apresentar com orgulho, é quem você é, e isso é o que somos. | ” |

Em 2016, o canal transmitirá em directo, pela primeira vez nos Estados Unidos, as finais do Festival Eurovisão da Canção.